# Кравченко Андрій Григорович
Андрі́й Григо́рович Кра́вченко (нар. 18 (30) листопада 1899, Сулимівка — пом. 18 жовтня 1963) — радянський воєначальник, двічі Герой Радянського Союзу, депутат Верховної Ради СРСР 2-го скликання.

## Біографія
Народився 18 (30 листопада) 1899 року на хуторі Сулимин (нині село Сулимівка Яготинського району Київської області України) в сім'ї селянина. Українець. Член ВКП(б) з 1925 року.

У Червоній Армії з 1918 року. Рядовим брав участь в Громадянській війні в Росії в боях з білогвардійцями.
«На початку листопада 1918 року я разом із місцевими партизанами вступив добровольцем до 1-го Таращанського полку 44-ї стрілецької дивізії. У цьому полку я перебував як рядовий боєць до середини березня 1920 року, беручи участь у боях проти банд Петлюри та білополяків. З березня 1920 року до квітня 1921 року — на посаді червоноармійця та молодшого командира у 60-му стрілецькому полку 7-ї Володимирської дивізії, беручи участь у боях проти білополяків»
В 1923 році закінчив Полтавську військову піхотну школу, в 1928 році Військову академію імені М. В. Фрунзе. З 1930 року — викладач тактики на Ленінградських бронетанкових курсах удосконалення комскладу. З 1935 року — в Саратовському бронетанковому училищі. З травня 1939 року офіцер для особливих доручень у штабі Приволзького військового округу. Начальник штабу 61-ї стрілецької дивізії.

Учасник радянсько-фінської війни 1939 — 1940 років на посаді начальника штабу 173-ї мотострілецької дивізії.
«З грудня 1939 року по червень 1940 року — начальник штабу 173 мотострілецької дивізії, у складі якої брав участь у війні з білофінами та у занятті території Бессарабії»
З червня 1940 року по кінець лютого 1941 року А. Г. Кравченко — начальник штабу 16-ї танкової дивізії, а з березня по вересень 1941 року — начальник штабу 18-го механізованого корпусу.
На фронтах радянсько-німецької війни з вересня 1941 року:
- з 9 вересня 1941 року по 10 січня 1942 року — командир 31-ї танкової бригади;
- з лютого 1942 року — заступник командарма 61-ї армії по танкових військах;
- з 31 березня 1942 року по 30 липня 1942 року — начальник штабу 1-го танкового корпусу;
- з 2 липня 1942 року по 13 вересня 1942 року командував 2-м танковим корпусом;
- з 18 вересня 1942 року по 24 січня 1944 року командував 4-м танковим корпусом.

У листопаді 1942 року 4-й корпус брав участь в оточенні 6-ї німецької армії під Сталінградом, у липні 1943 року — в танковій битві під Прохоровкою, в жовтні того ж року — у битві за Дніпро.
Указом Президії Верховної Ради СРСР від 10 січня 1944 року за вміле керівництво корпусом і особисту хоробрість гвардії генерал-лейтенанту танкових військ Кравченку Андрію Григоровичу присвоєно звання Героя Радянського Союзу з врученням ордена Леніна і медалі «Золота Зірка» (№ 2546).
З 20 січня 1944 року генерал-лейтенант танкових військ Кравченко А. Г. командувач 6-ї танкової армії, яка після розгрому Німеччини брала участь у серпні — вересні 1945 року в радянсько-японській війні.
Указом Президії Верховної Ради СРСР від 8 вересня 1945 року за вміле командування танковою армією, героїзм і мужність, проявлені в боях з німецькими загарбниками і японськими мілітаристами, генерал-полковник танкових військ Кравченко Андрій Григорович нагороджений другою медаллю «Золота Зірка» (№ 83).
У 1949 році закінчив Вищі академічні курси при Військовій академії Генштабу. Командував армією, бронетанковими і механізованими військами у ряді військових округів. З 1954 року помічник командувача Далекосхідним військовим округом. З 1955 року — в запасі. Депутат Верховної Ради СРСР 2-го скликання (1946-1950).
Помер 18 жовтня 1963 року. Похований на Новодівичому кладовищі в Москві (ділянка 8).

## Нагороди, пам'ять

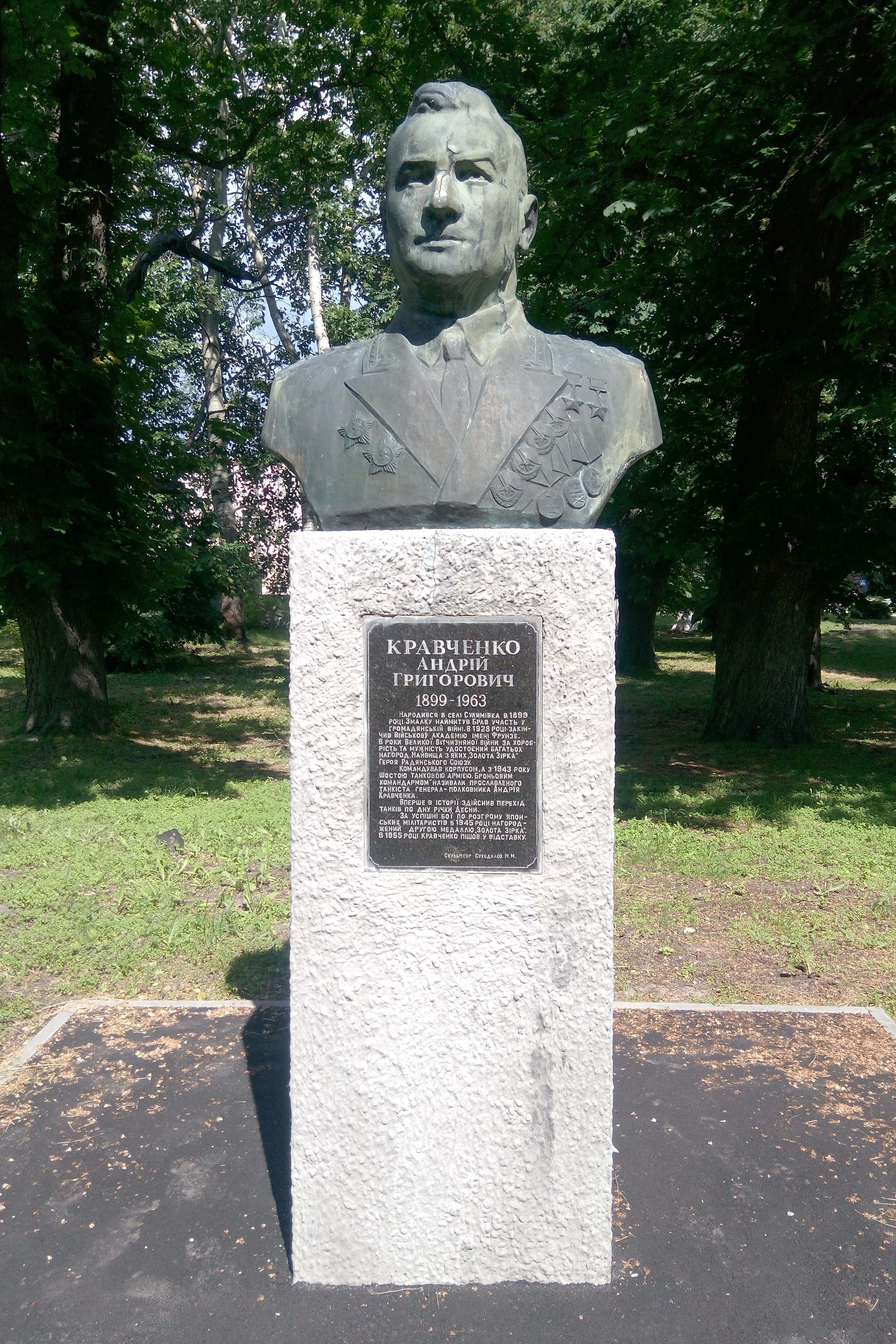
Погруддя Андрія Кравченка на Алеї Героїв-земляків у Яготині

Нагороджений двома орденами Леніна, трьома орденами Червоного Прапора, двома орденами Суворова 1-го ступеня, орденами Богдана Хмельницького 1-го ступеня, Суворова 2-го ступеня, Кутузова 2-го ступеня, медалями, а також двома британськими орденами: Британської імперії II ступеня і Георгія IV ступеня.

## Вшанування пам'яті
Меморіальні дошки встановлені: у Києві на будинку по Михайлівському провулку, 9а, в якому він жив в 1946 році, у місті Сумах на фасаді головного корпусу колишнього Сумського вищого артилерійського командного училища (нині — військовий ліцей), в якому він навчався.
У смт Ставище 1978 року вулицю Садова перейменовано на честь генерала Андрія Кравченка, а на будівлі суду встановлено меморіальну дошку (2024 року у ході деімперіалізації вулицю перейменовано на честь Героїв України, а дошку — демонтовано).
В селі Сулимівці діє Краєзнавчий музей імені А. Г. Кравченка.
У місті Яготин встановлено погруддя та є вулиця Кравченка.